# Petro Kryk
Bispo Petro Kryk (em ucraniano:  Петро Крик, nascido em 25 de abril de 1945 em Kobylnica Wołoska, Rzeszów Voivodeship (agora Podkarpackie Voivodeship, Polônia) é um hierarca católico grego ucraniano alemão, atual Exarca Apostólico emérito na Alemanha e Escandinávia para os Ucranianos e Bispo Titular de Castra Martis de 20 de novembro de 2000 até 18 de fevereiro de 2021.

## Vida
O bispo Kryk nasceu na família dos greco-católicos Hryhoriy e Anna Kryk em 1945, mas durante a Operação Vístula em 1947, sua família foi reassentada à força com outros ucranianos na Polônia, de territórios étnicos ucranianos aos Territórios Recuperados no norte da Polônia. Após a escola e educação no liceu, ingressou no Seminário Teológico Hosianum em Olsztyn. Ele interrompeu seus estudos teológicos devido ao serviço obrigatório nas Forças Armadas da Polônia em 1965-1967 e continuou a educação teológica no Seminário Teológico Metropolitano de Varsóvia.
Depois disso, foi ordenado diácono em 27 de junho de 1971 e sacerdote em 6 de agosto de 1971, por Władysław Miziołek, bispo auxiliar de Varsóvia. Vinte anos depois, foi incardinado na Eparquia de Przemyśl, criada em 16 de janeiro de 1991. Após 24 anos de trabalho pastoral para as diferentes paróquias greco-católicas, em 24 de maio de 1996 foi nomeado protossincelo da recém-criada Eparquia Católica Ucraniana de Wrocław-Gdańsk.
Em 20 de novembro de 2000, Kryk foi nomeado pelo Papa João Paulo II como Bispo Titular de Castra Martis e Exarca Apostólico na Alemanha e Escandinávia para os ucranianos. Recebeu a ordenação episcopal em 3 de fevereiro de 2001, por Jan Martyniak, Metropolita da Arqueparquia Católica Ucraniana de Przemyśl–Varsóvia, na Catedral do Exarcado em Munique. Os co-consagradores foram Julian Gbur, SVD, Bispo de Stryj (Ucraniano), e Michael Hrynchyshyn, C.SS.R., Exarca Apostólico da França.
Na Conferência dos Bispos Alemães, foi membro da Comissão Mundial da Igreja, da Comissão de Migração e da Subcomissão para a Europa Central e Oriental.
O Papa Francisco aceitou a renúncia de Petro Kryk em 18 de fevereiro de 2021.